# Vok II. z Holštejna

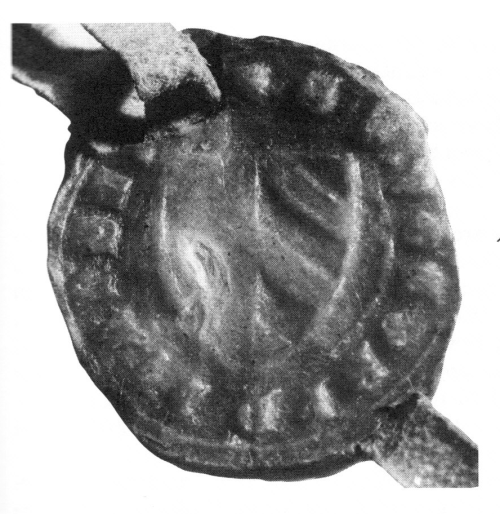
Pečeť Voka II. z Holštejna z roku 1374

Vok II. z Holštejna byl moravský pán, jednalo se o pokračovatele linie pánů z Holštejna erbu poloutrojčáří.
Jeho otec byl Vok I. z Holštejna. Po smrti svého otce se podílel spolu se svými bratry nejen na držení hradu Holštejna a holštejnského panství, ale i dalších statků. V roce 1361 uzavřel se svým starším bratrem Pavlem spolek, který měl zabránit ztrátě majetku v případě úmrtí jedné ze smluvních stran. Ač byl druhorozeným synem, nakonec získal dohodou holštejnské panství a jeho starší bratr se přestěhoval nejprve na tvrz ve Zdounkách, později na hrad Týnec na Břeclavsku. Vok II. přesto vystupoval i dále se svými vlastními bratry, kteří měli na majetcích svého otce své podíly. Roku 1371 připsal věno své ženě Skonce na 11 a půl vesnicích holštejnského panství. V roce 1376 vstoupil ve spolek se svým synovcem Vilémem z Týnce, který byl synem jeho zemřelého bratra Pavla. V roce 1382 se Vok uvádí jako ručitel při prodeji hradu Bouzova moravskému markraběti Janu Jindřichovi. Naposledy se uvádí v lednu roku 1384, někdy poté zemřel. Jeho jediným synem byl Vok III. z Holštejna, který zdědil holštejnské panství.